# Saint-Denis-de-Gastines

Saint-Denis-de-Gastines este o comună în departamentul Mayenne, Franța. În 2009 avea o populație de 1,678 de locuitori.